# Unter Bauern – Retter in der Nacht
Unter Bauern – Retter in der Nacht ist ein  deutsch-französischer Film nach einer wahren Begebenheit vom Regisseur Ludi Boeken mit Veronica Ferres und Armin Rohde in den Hauptrollen. Der Film hatte am 8. Oktober 2009 seine Premiere in den deutschen Kinos. Ferres spielt eine von den Nationalsozialisten verfolgte und schließlich überlebende Jüdin, die Geschichte von Marga Spiegel. Das Filmdrama basiert auf ihren 1965 als Buch Retter in der Nacht erschienenen Erinnerungen. Es geht dabei auch um die Judenretter in einem landwirtschaftlich geprägten Lebensumfeld in Westfalen, dem Münsterland.

## Handlung
Westfalen im Jahr 1943: Der Jude Siegmund „Menne“ Spiegel, ehemals Pferdehändler, will seine Frau Marga und Tochter Karin nicht in den Tod führen und so flüchtet er mit seiner Kleinfamilie vor der drohenden Deportation in die Vernichtungslager im Osten zu seinen bisherigen Kunden und Kriegskameraden aus dem Ersten Weltkrieg. Diese bittet er nun um Hilfe, und sie zögern nicht lange: Während die blonde Marga mit ihrer Tochter als „ausgebombte Dortmunderin“ auf dem Hof der Familie Aschoff einquartiert wird – obwohl Heinrich Aschoff seit 1930 NSDAP-Mitglied ist  – darf Menne sich in den Ställen der Bauern verstecken. Die beiden Bauernfamilien schützen die Kleinfamilie und bringen sich selbst in Lebensgefahr. Unter falschem Namen können sie so die schier endlosen zwei Jahre, bis zum Ende des Krieges, in Sicherheit verbringen.

## Kritiken
„Bewegendes Historien-Drama über eine jüdische Familie, die von Bauern aus christlicher Nächstenliebe vor den Nazis versteckt wird. Der heldenhafte Einzelfall illustriert das moralische Versagen von Millionen.“

„Ein wichtiger Film gegen das Vergessen, der ohne falsches Pathos daran erinnert, dass man auch in schweren Zeiten seinem Gewissen folgen kann.“

## Drehorte
Die Dreharbeiten fanden von Mitte August bis Anfang Oktober 2008 an 38 Drehtagen in Dülmen, Billerbeck, Liesborn (Auf der Drift), Lippstadt, Oer-Erkenschwick und anderen westfälischen Orten oft in Originalrequisiten statt.

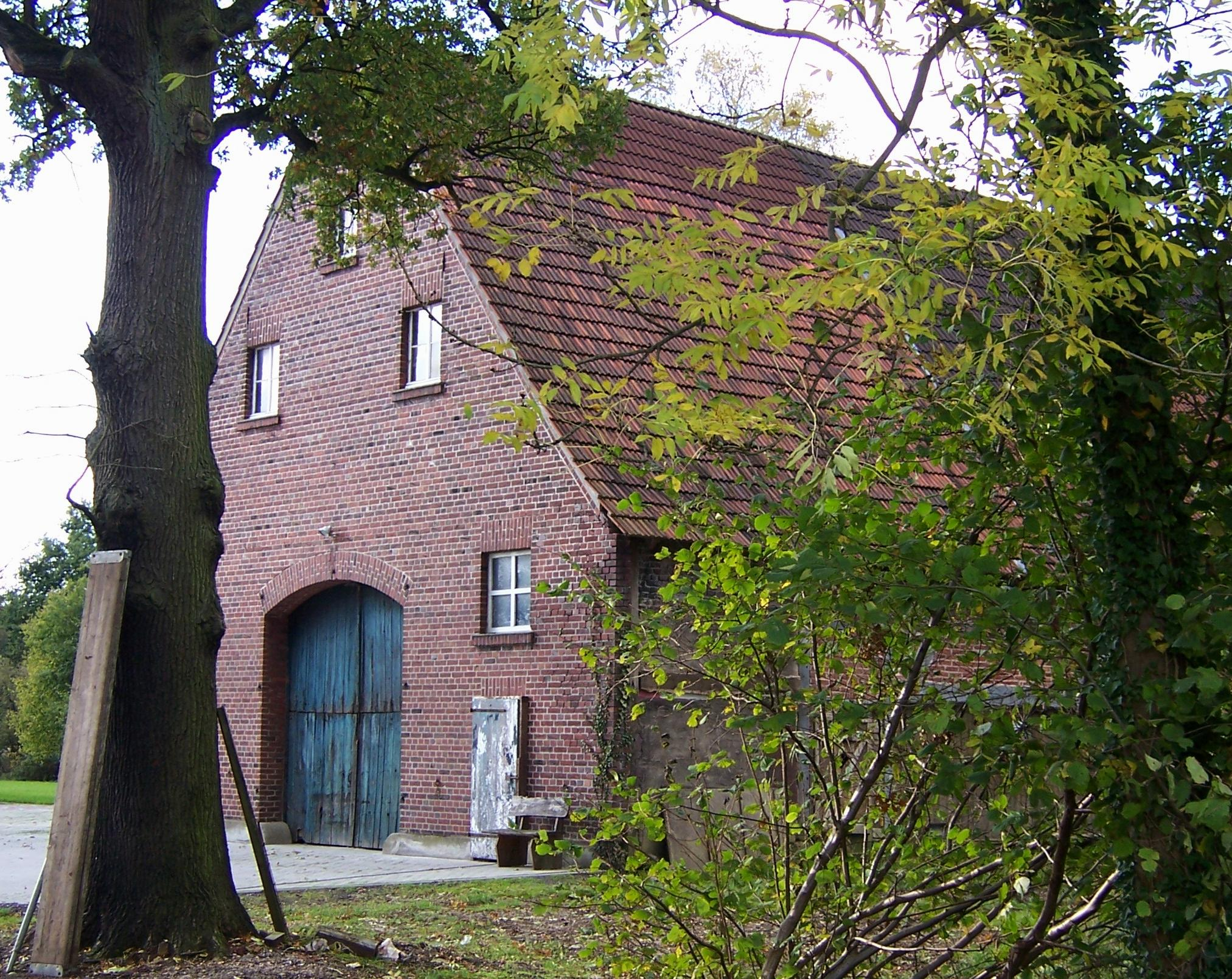
Bild vom Drehort Dülmen
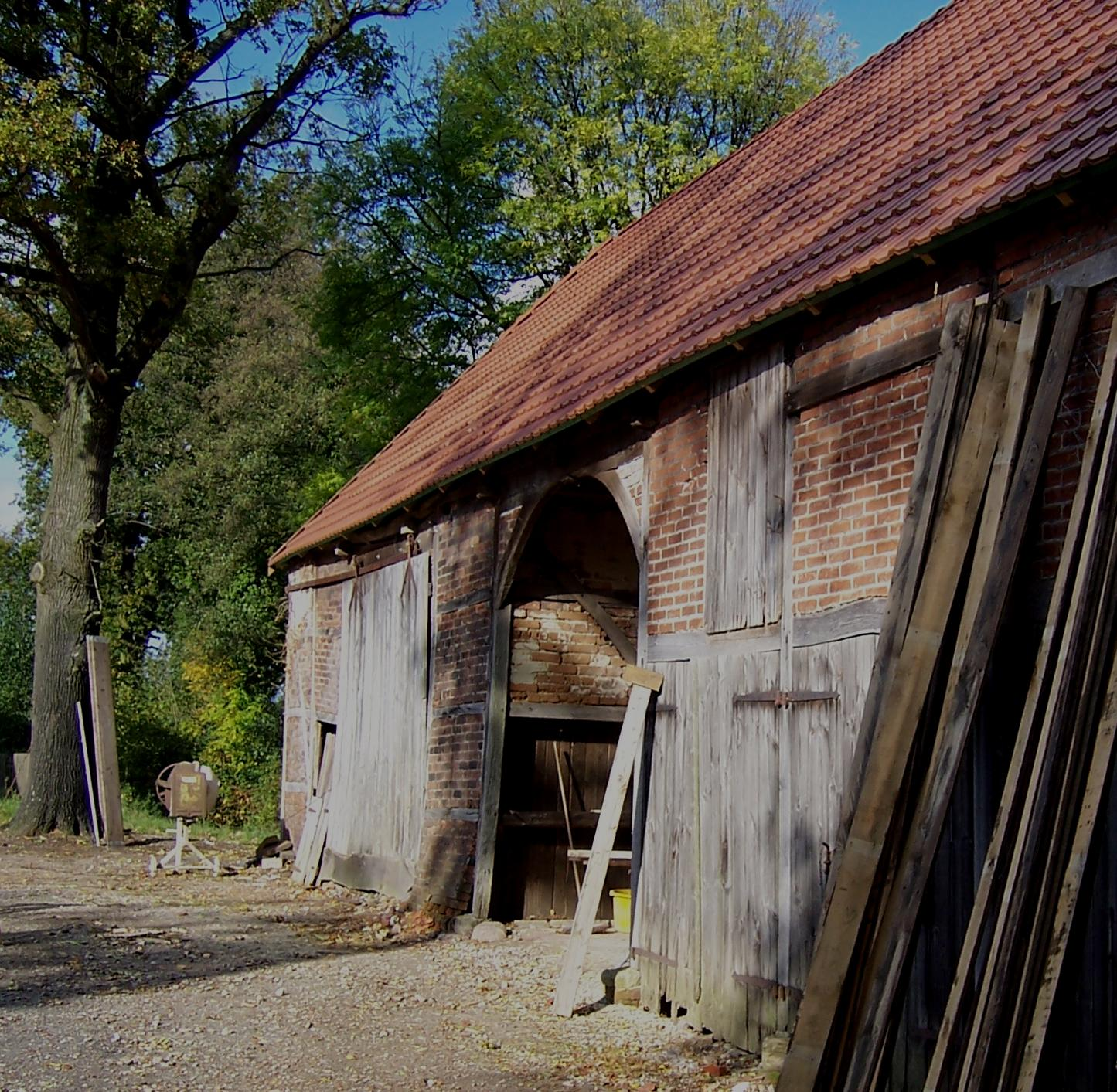
Bild vom selben Drehort